# ヨヒンビン
ヨヒンビン（英: Yohimbine）は、アルカロイドの一つで、α受容体の拮抗作用を持つ。主に熱帯アフリカ西中央部産植物であるアカネ科ヨヒンベノキ属のヨヒンベノキ（Corynanthe johimbe K.Schum.; シノニム: Pausinystalia johimbe (K.Schum.) Pierre）から発見された。骨格的にはインドールアルカロイドの一種であるラウオルフィアアルカロイド（Rauwolfia Alkaloid）に属する。
ヨヒンビンは、血管壁に分布するα1受容体遮断作用だけでなく、交感神経系に分布するα2受容体遮断作用をも示す。血管拡張に作用する抗アドレナリン作用のα1受容体遮断作用より、交感神経に作用するα2受容体遮断作用の方が強い。抗アドレナリン作用の発現量では副作用を示すため、臨床では用いられない。獣医学領域では、イヌやシカで鎮静状態からの回復に用いられる。さらに、中枢におけるセロトニンに対する拮抗作用も知られている。
また、催淫作用や勃起不全に効果があるという根拠は不充分で、作用機序は「生じた興奮を減弱させる因子を遮断するように働く」と考えられる。興奮に対して積極的には作用しないため、増量しても効果が増強するより、むしろ副作用の発現・増強を心配する必要がある。。海外では、ヨヒンベ抽出物が性的不能治療サプリメントとして流通している地域がある。

## 効能・効果
ヨヒンビンはイヌやシカでキシラジンの鎮静効果に拮抗する作用を持つ。
ヨヒンビンを含むヨヒンベ抽出物は、西洋の伝統医学に用いられ、健康補助食品としても販売されている。

## 毒性
ヨヒンビンは用量に応じて血圧を上昇または低下させる。それぞれ、血管収縮作用または血管拡張作用による。ヨヒンビンはα2受容体に対して親和性が高いので、どちらかと言うとα2選択的阻害薬と言える。しかしヨヒンビンは低親和性ではあるがα1受容体にも結合するので、高濃度ではα2受容体遮断作用よりもα1受容体遮断作用のほうが勝り、危険な血圧低下が発現する。そのためヨヒンビンは高濃度で様々な副作用を起こす。頻脈、過剰刺激、異常血圧、冷汗、不眠症などである。

## 抽出・化学合成
ヨヒンベ（Pausinystalia johimbe ）は西アフリカ及び中央アフリカに生育する。ヨヒンビンはその樹皮から1896年に発見された。ヨヒンビンの正しい化学構造は1943年に決定され、その15年後、23段階で全合成が達成された。

## 作用機序
ヨヒンビンはα2アドレナリン受容体に対して高い親和性を有するほか、α1受容体、5-HT1A受容体、5-HT1B受容体、5-HT1D受容体、5-HT1F受容体、5-HT2B受容体、D2受容体に中程度の親和性を、5-HT1E受容体、5-HT2A受容体、5-HT5A受容体、5-HT7受容体、D3受容体に弱い親和性を有する。α1受容体、α2受容体、5-HT1B受容体、5-HT1D受容体、5-HT2A受容体、5-HT2B受容体、D2受容体に対して遮断薬として作用するほか、5-HT1Aに対しては部分作動薬として作用する。ヨヒンビンは高濃度でセロトニン受容体及びドーパミン受容体と相互作用する。
| 受容体 | 親和性 （Ki (nM)） | 薬理学的作用 | 種   | 源       |
| ------ | ------------------ | ------------ | ---- | -------- |
| SERT   | 1,000              | 阻害薬       | ヒト | 前頭皮質 |
| 5-HT1A | 346                | 部分作動薬   | ヒト | 培養     |
| 5-HT1B | 19.9               | 遮断薬       | ヒト | 培養     |
| 5-HT1D | 44.3               | 遮断薬       | ヒト | 培養     |
| 5-HT1E | 1,264              | 未知         | ヒト | 培養     |
| 5-HT1F | 91.6               | 未知         | ヒト | 培養     |
| 5-HT2A | 1,822              | 遮断薬       | ヒト | 培養     |
| 5-HT2B | 143.7              | 遮断薬       | ヒト | 培養     |
| 5-HT7  | 2,850              | 未知         | ヒト | 培養     |
| α1A    | 1,680              | 遮断薬       | ヒト | 培養     |
| α1B    | 1,280              | 遮断薬       | ヒト | 培養     |
| α1C    | 770                | 遮断薬       | ヒト | 培養     |
| α1D    | 557                | 遮断薬       | ヒト | 培養     |
| α2A    | 1.05               | 遮断薬       | ヒト | 培養     |
| α2B    | 1.19               | 遮断薬       | ヒト | 培養     |
| α2C    | 1.19               | 遮断薬       | ヒト | 培養     |
| D2     | 339                | 遮断薬       | ヒト | 培養     |
| D3     | 3,235              | 遮断薬       | ヒト | 培養     |

## 研究開発

### 性的不能
ヨヒンビンは勃起不全治療薬として研究されて来たが、有効率は不充分である。
ヨヒンビンはシナプス前後のα2受容体を共に遮断する。海綿体のアドレナリン受容体は多くがα1受容体であり、シナプス後α2受容体遮断が海綿体平滑筋を弛緩させる作用は大変弱い。シナプス前α2受容体遮断は中枢神経系及び末梢神経系で多くの神経伝達物質を放出させる。その中には海綿体での一酸化窒素やノルアドレナリンの放出も含まれている。一酸化窒素は勃起過程で血管拡張を担う物質であり、ノルアドレナリンは海綿体平滑筋のα1受容体を刺激して血管収縮作用をもたらす。生理学的条件下では、一酸化窒素はノルアドレナリンの血管収縮作用を減弱させる。

## 要指導医薬品
日本では、劇薬（致死量が、経口投与で体重1kgあたり300mg以下）である塩酸ヨヒンビンを含む医薬品は、一般用医薬品のうち薬剤師の対面による指導が義務付けられている要指導医薬品として、販売されている。分類は「その他の泌尿生殖器官及び肛門用薬」であるが、強精強壮剤として扱われ、ガラナポーン（大東製薬工業）、ハンビロン（日本薬品）、ストルピンMカプセル（松田薬品工業）がある。2016年3月10日、マヤ金蛇精(カプセル)（摩耶堂製薬）は自主回収され、販売中止となった。